# Victor Laloux
Pour les articles homonymes, voir Laloux (homonymie).
Ne doit pas être confondu avec Victor Lanoux.
Victor-Alexandre-Frédéric Laloux, né le 15 novembre 1850 à Tours et mort le 13 juillet 1937 à Paris, est un architecte français.

## Biographie
Il effectue sa scolarité à Tours au lycée Descartes. Après avoir obtenu son baccalauréat en 1867, il entre au cabinet d'architecte de Léon Rohard puis, sur le conseil de ce dernier, va poursuivre ses études à l'École des Beaux-Arts de Paris où il devient l'élève de Louis-Jules André à partir de 1869. Ses études sont interrompues par la guerre franco-prussienne de 1870. Il remporte le premier grand prix de Rome en 1878. Le sujet de l'épreuve finale s'intitule « Une église cathédrale ».
Le jeune lauréat devient pensionnaire de l'Académie de France à Rome, de janvier 1879 au 31 décembre 1882. Son envoi de quatrième année sur Olympie lui valut une médaille d'honneur au Salon de 1885.

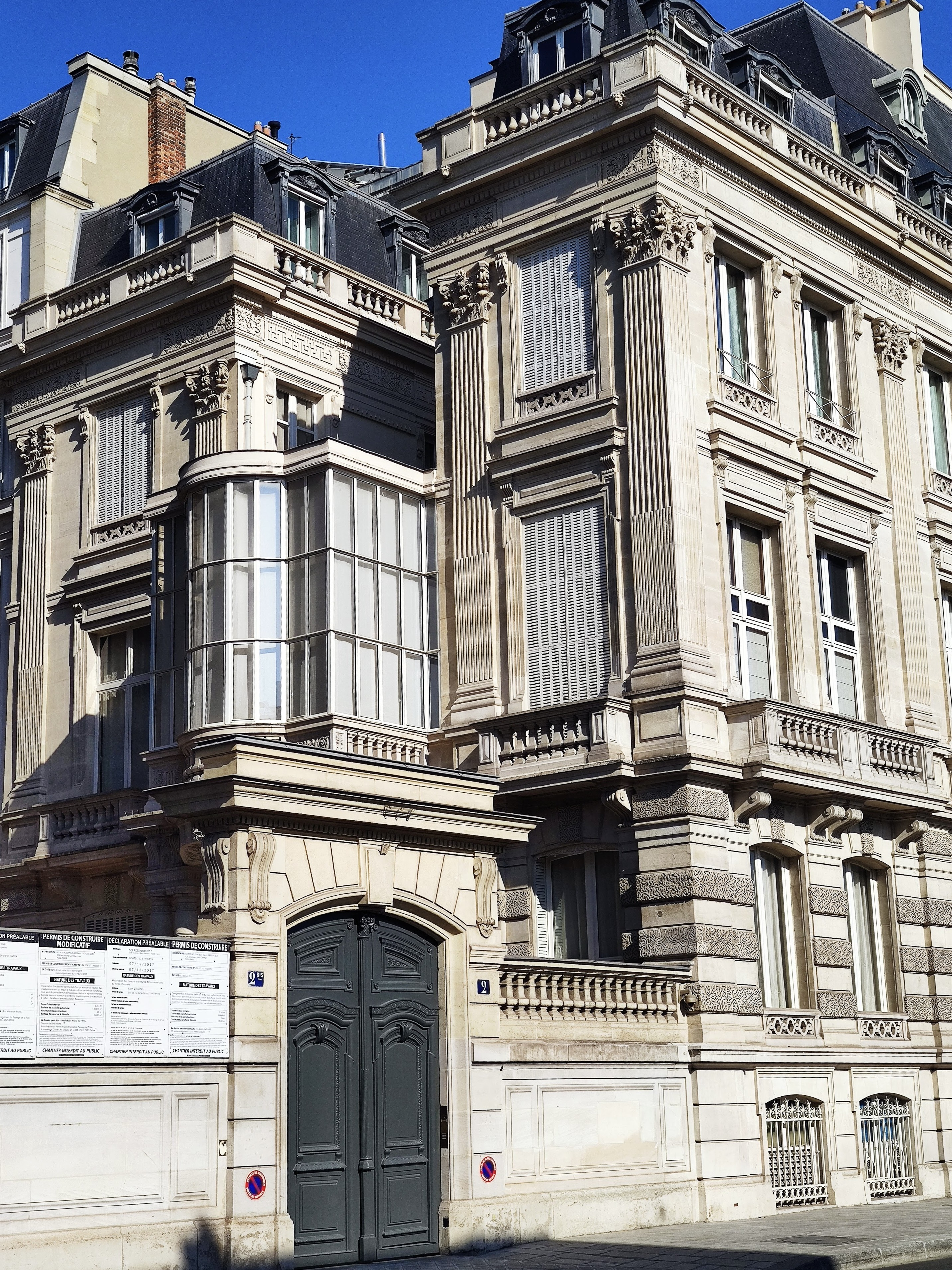
No 2, rue de Solférino, Paris.

Bras droit, puis élu successeur d'André, à la mort de ce dernier en 1890, il mène à son tour de nombreux élèves au grand prix. Il est élu membre de l'Académie des beaux-arts en 1909. Comme praticien et professeur, Laloux devient l'un des représentants les plus marquants de l'académisme triomphant de la Belle Époque. Il participe à de nombreux jurys officiels et préside plusieurs sociétés d'architectes et d'artistes (par exemple la Société des artistes français ou la Fondation Taylor). Il conserve la direction de son atelier jusqu'en 1936, date à laquelle il passe le flambeau à son élève et ami Charles Lemaresquier.
Il meurt le 13 juillet 1937 à son domicile, au 2, rue de Solférino, à Paris.

## Distinctions
- Officier d'académie (1882)
- Grand officier de la Légion d'honneur (1935)

## Réalisations

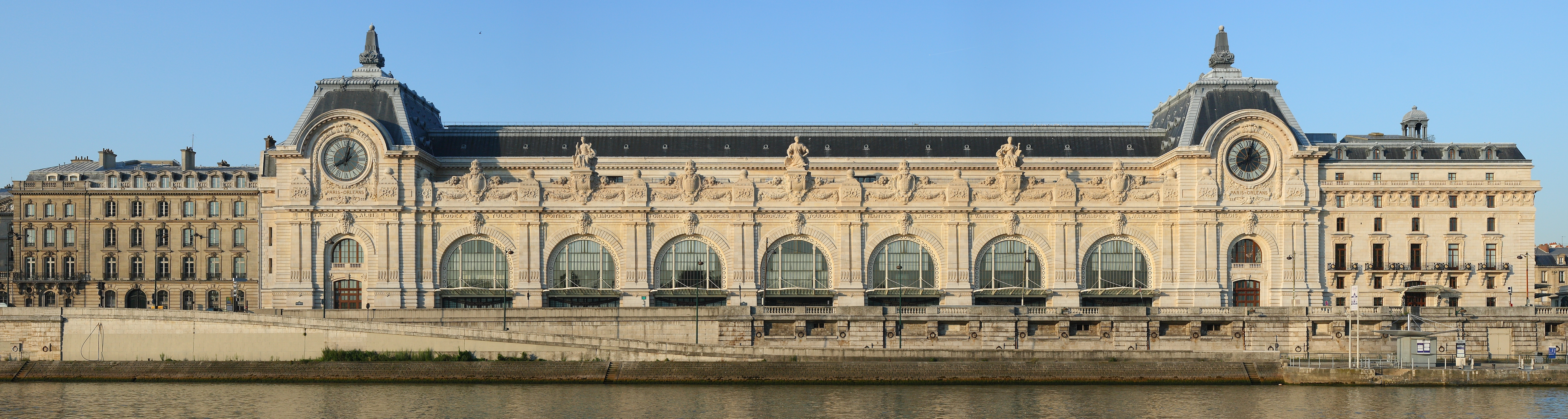
L'ancienne gare d'Orsay

Fervent utilisateur du métal, il choisit prudemment de le dissimuler derrière des façades de pierre à l'ordonnancement classique, à l'instar de ses contemporains Henri Deglane, Albert Louvet et Albert-Félix-Théophile Thomas pour le Grand Palais. Il réalise ainsi :
- L'hôtel de ville de Roubaix.
- L'hôtel de ville de Tours.
- La basilique Saint-Martin à Tours.
- La gare de Tours.
- La gare d'Orsay (1900) à Paris (actuel musée d'Orsay).
- Le siège central du Crédit lyonnais, à Paris, entre le boulevard des Italiens et la rue du Quatre-Septembre.
- L'ambassade des États-Unis, avenue Gabriel à Paris, en collaboration avec l'architecte américain William Adams Delano (en).
- Villa des bambous, 65 boulevard de la Croisette à Cannes vers 1888 (détruite)[3]
- Monument aux morts, jardin du Plateau des poètes à Béziers en 1925[4]

Pour le décor de ces bâtiments, il fit appel à différents sculpteurs et peintres tels que Henri Martin, Jean-Paul Laurens, Fernand Cormon, Pierre Fritel et autres.

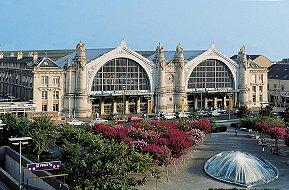
La gare de Tours
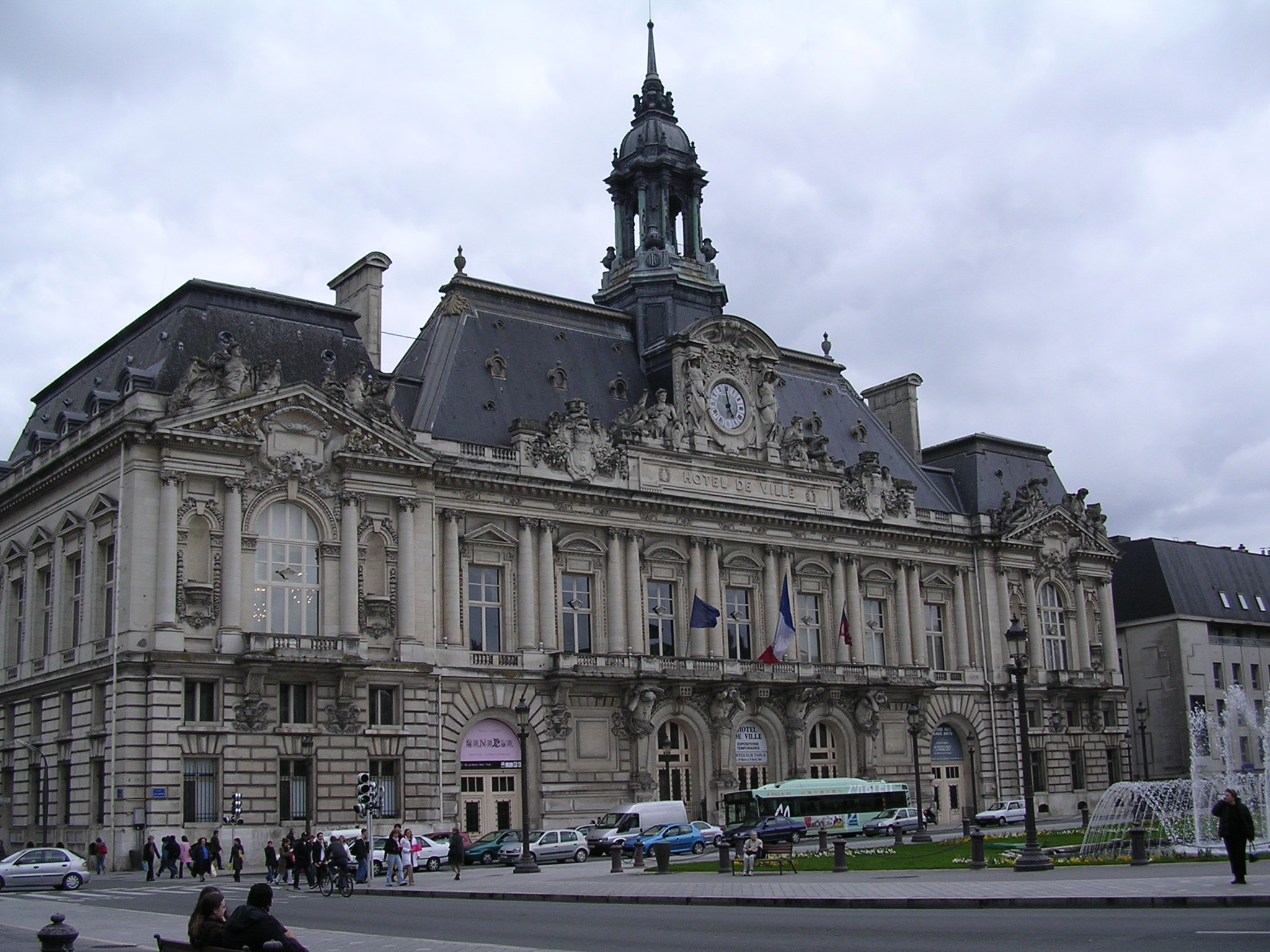
L'hôtel de ville de Tours
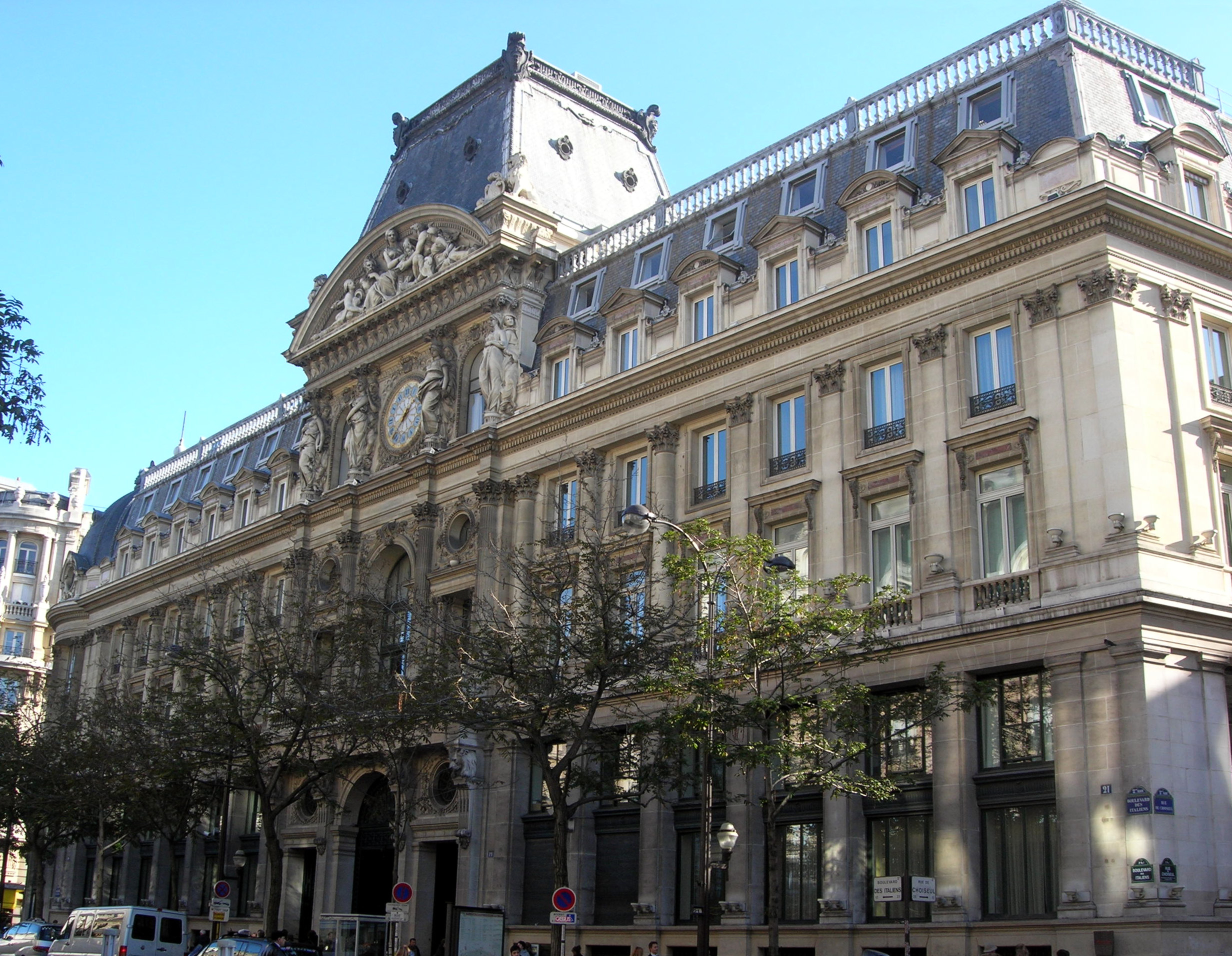
Le siège central du Crédit lyonnais à Paris
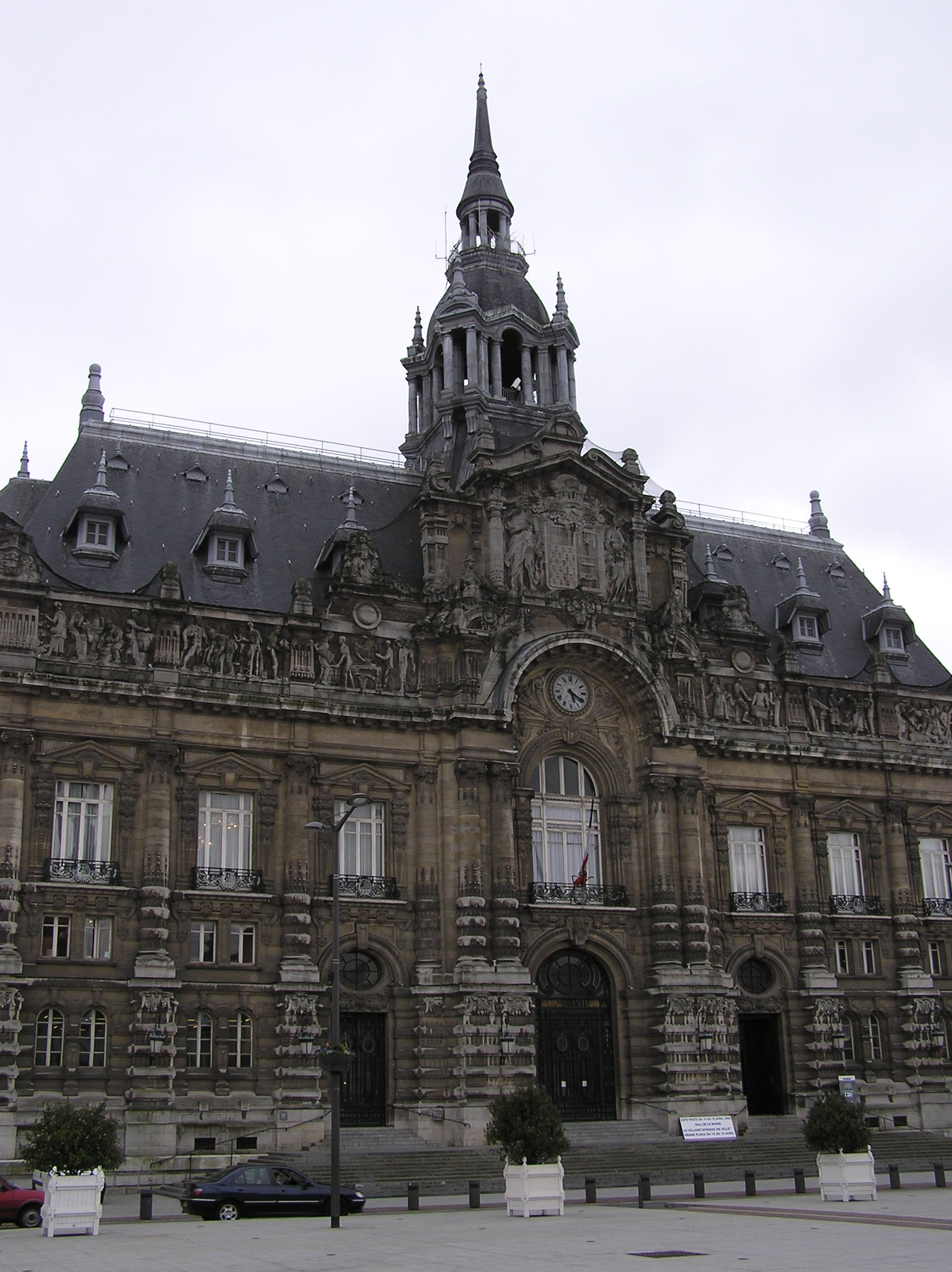
L'hôtel de ville de Roubaix

## Élèves
En près de 50 ans d'enseignement, le « Père Laloux » a vu passer entre ses mains les esquisses de plus de 600 élèves, dont une centaine d'Américains. On peut citer notamment : François-Benjamin Chaussemiche, Alphonse Gentil, François Eugène Bourdet, Paul Bigot, Gustave Louis Jaulmes entre 1895 et 1902 - il assista le maître sur le chantier de la gare d'Orsay -, Charles Lemaresquier, Lucien Weissenburger, Paul Charbonnier, Émile André, Georges Biet, Émile Toussaint, Gustave Gruson, Louis Marchal, William Van Alen, Camille Lefèvre, René Binet, Louis Süe (1875-1968), architecte décorateur français, Robert Touzin (1883-1959), Miguel Ventura Terra, architecte portugais, José Marques da Silva (en), architecte portugais, Léopold Busquet (1878-1954), architecte avignonnais, Albert Guilbert et l'architecte roumain Duiliu Marcu.

## Publications
- Laloux, Victor, L'Architecture grecque, Paris, Maison Quantin, 1888, 304 p. (lire en ligne).